# Arben Ahmetaj
Arben Ahmetaj (ur. 28 czerwca 1969 w Gjirokastrze) – minister finansów Albanii w latach 2016–2019 (z krótką przerwą), wicepremier Albanii od 2021 roku.

## Życiorys

### Wykształcenie
W 1991 roku ukończył studia anglistyczne na Uniwersytecie Tirańskim ze specjalizacją w dziedzinie literatury amerykańskiej i angielskiej.
Ukończył w 1996 roku studia magisterskie na Uniwersytecie Kentucky w zakresie handlu międzynarodowego.
W latach 1999–2000 prowadził na Uniwersytecie Harvarda projekty badawcze z zakresu międzynarodowych rynków finansowych.
W 2009 roku uzyskał stopień doktora nauk na Uniwersytecie Bukareszteńskim w dziedzinie bezpieczeństwa energetycznego.

### Działalność polityczna
Działalność polityczną rozpoczął w 1990 roku, rozpoczynając od udziału w strajku studenckim.
Pełnił funkcję wiceministra energii i przemysłu w latach 2003–2004 oraz wiceministra integracji europejskiej w latach 2004–2005.
Od 2009 roku jest posłem do Zgromadzenia Albanii z ramienia Socjalistycznej Partii Albanii.
23 czerwca 2013 roku został wybrany na zastępcę gubernatora Okręgu Gjirokastra.
15 września 2013 do 17 lutego 2016 był ministrem rozwoju gospodarczego, turystyki, handlu i przedsiębiorczości. Od 26 lutego 2016 do 5 stycznia 2019 był ministrem finansów Albanii, został zastąpiony na tym stanowisku przez Anilę Denaj.
Od września 2021 Arben Ahmetaj pełni funkcję wicepremiera Albanii.

## Życie prywatne
Jest w związku małżeńskim z Albiną Mançką, z którą ma dwie córki: Livię i Kejsi.
Deklaruje bardzo dobrą znajomość języka angielskiego, włoskiego, greckiego i rosyjskiego.